# Basi Paka
Der Basi Paka, auch Poke Pangka, ist ein Speer aus Indonesien.

## Beschreibung
Der Basi Paka hat eine gabelförmige Klinge. Die Klinge besteht aus zwei flachen, gabelförmigen Zinken. Sie ist in der Form des Buchstabens „U“ geformt. Die Spitzen sind leicht s-förmig nach außen gebogen. Die Befestigung am Schaft erfolgt mit einer Tülle. Der Basi Paka wird von Ethnien in Indonesien benutzt.